# Den danske skov
Den danske skov er en dansk undervisningsfilm fra 1966 instrueret af Jens Bjerg-Thomsen, Leif Ahlmann Olesen og Svend Lerke-Møller.

## Handling
Dyrenes liv i den danske skov sommer og vinter. En summarisk gennemgang af skovens fauna.